# Buret District
Buret District war ein Distrikt in der kenianischen Provinz Rift Valley. Die Hauptstadt des Distriktes war Litein. Im Distrikt lebten 1999 316.000 Menschen auf 955 km². Hauptwirtschaftszweig war die Landwirtschaft. Im Distrikt wurde hauptsächlich Mais und Tee angebaut. Im Rahmen der Verfassung von 2010 wurden die kenianischen Distrikte aufgelöst. Das Gebiet gehört heute zum Kericho County.

## Gliederung
Der Distrikt teilte sich in Councils und Divisionen auf. Es gab zwei Wahlbezirke, Konoin und Bureti.
| Councils         |        |           |
| Sitz der Behörde | Typ    | Einwohner |
| Litein           | Stadt  | 083.441   |
| Sotik            | Stadt  | 019.877   |
| Buret            | County | 213.564   |
| Gesamt           | -      | 316.882   |

| Divisionen |           |            |
| Division   | Einwohner | Hauptstadt |
| Buret      | 081.001   | Litein     |
| Kimulot    | 069.168   |            |
| Konoin     | 061.890   |            |
| Roret      | 044.971   |            |
| Sotik      | 059.852   | Sotik      |
| Gesamt     | 316.882   | -          |